# Japonês
Japonês, właśc. Ademar Martins (ur. 9 grudnia 1900 w Rio de Janeiro) – piłkarz brazylijski grający na pozycji środkowego obrońcy.
Japonês całą karierę piłkarską spędził w klubie CR Flamengo, w którym grał w latach 1917–1927. Największymi sukcesami w karierze klubowej Japonêsa było czterokrotne zdobycie mistrzostwa Stanu Rio de Janeiro – Campeonato Carioca w 1920, 1921, 1925 i 1927 roku.
Japonês wziął udział w turnieju Copa América 1920. Brazylia zajęła trzecie miejsce, a Japonês zagrał w meczach z Argentyną i Urugwajem. Łącznie zagrał w barwach canarinhos dwa razy.